# Тоннельная (железнодорожная станция)
Тонне́льная — железнодорожная станция Северо-Кавказской железной дороги в посёлке Верхнебаканском города Новороссийска Краснодарского края. Входит в Краснодарский центр организации работы железнодорожных станций ДЦС-2 Северо-Кавказской дирекции управления движением. По объёму работы отнесена к 3 классу.

## История
Открыта в 1889 году. В годы Гражданской и Великой Отечественной войн у станции велись бои.
Проект, разработанный для постройки вокзала станции, был вторично использован (с изменениями) в 1955 году при строительстве станции Мелитополь. Аналогичный по конструкции, но отличающийся некоторыми деталями вокзал действует и в Батайске.

## Описание
Пассажирский терминал станции Тоннельная входит в Северо-Кавказскую региональную дирекцию Дирекции железнодорожных вокзалов. Адрес — Краснодарский край, г. Новороссийск, пос. Верхнебаканский, Привокзальная ул., 1/2.
Станция находится на тупиковом ответвлении Крымская — Новороссийск. Установленный километраж 789,3 км, ведётся от станции Волгоград I через Тихорецкую и Краснодар I. Название дано по Большому Новороссийскому тоннелю, располагающемуся южнее станции.
До открытия в 1979 году станции Анапа, являлась ближайшей (около 35 км по автодороге) железнодорожной станцией города-курорта Анапа.